# Gwilym Prys Davies
Pour les articles homonymes, voir Davies.
Gwilym Davies Prys (8 décembre 1923-28 mars 2017) est un homme politique gallois travailliste. Il est un pionnier de l'utilisation de la langue galloise à des fins officielles et, en 1982, est le premier membre de la Chambre des lords à prêter serment d'allégeance en gallois.

## Biographie
Gwilym Prys Davies est né dans le village de Llanegryn, dans le Meirionnydd, au pays de Galles. Il sert dans la Royal Navy pendant la Seconde Guerre mondiale, sur les convois de l'Atlantique Nord. Après la fin de la guerre, il va à l'Université d'Aberystwyth pour étudier le droit. C'est là qu'il rencontre Llinos Evans, avec qui il est marié pendant plus de cinquante ans jusqu'à sa mort en 2010. En 1956, il obtient le diplôme d'avocat et travaille dans un cabinet d'avocats à Pontypridd, pionnier de l'utilisation de la langue galloise dans les tribunaux.
Sa carrière politique commence avec Plaid Cymru, avant de rejoindre le parti travailliste après que le Mouvement républicain socialiste gallois, dont il est un fondateur et un fervent partisan, n'ait pas réussi à influencer la politique du parti. Il pense également que le changement peut être mieux réalisé en travaillant au sein d'un parti plus grand, moins nationaliste, au pouvoir, plutôt qu'un parti plus petit, plus nationaliste, qui n'est pas au pouvoir. Il est un ardent défenseur de la décentralisation pour le pays de Galles. Il est le candidat travailliste à l'élection partielle de Carmarthen en 1966, mais perd contre le premier député de Plaid Cymru, un événement historique dans la politique galloise. Il continue à soutenir les dévolutionnaires au sein du Parti travailliste dans le but d'assurer « la responsabilité politique de la vie galloise ».
Il est membre du conseil d'administration des hôpitaux gallois et veille à ce que les parents des victimes de la catastrophe d'Aberfan en 1966 soient représentés devant les tribunaux par Desmond Ackner QC, un  avocat réputé et compétent. Après que John Morris a été nommé secrétaire d'État au pays de Galles, il nomme Gwilym Prys Davies comme son conseiller spécial. Il est nommé Officier de l'Ordre Très Vénérable de l'Hôpital Saint-Jean de Jérusalem (OStJ) en 1969.
Il est nommé pair à vie en 1982 et est le premier membre de la Chambre des lords à prêter serment en gallois. Avant de devenir pair, il change son nom de Gwilym Prys Davies en Gwilym Prys Prys-Davies par Deed Poll pour lui permettre de prendre le titre de baron Prys-Davies, de Llanegryn dans le comté de Gwynedd . L'intention du changement est de conserver le nom de Prys, qui serait dû à une parenté éloignée à l'ecclésiastique et poète Edmund Prys (1542/3 – 1623). Chez les Lords, il est porte-parole de l'opposition pour la santé entre 1983 et 1987, pour l'Irlande du Nord entre 1982 et 1993 et pour le Welsh Office entre 1987 et 1997. Il prend sa retraite de la Chambre des Lords le 23 mai 2015 .